# 壞帳銀行
壞帳銀行（Bad bank），是專門持有不良資產的金融機構，用來協助解決壞帳問題。一些金融機構會專門成立壞賬銀行，目的是將自身的優良資產和不良資產分離，這樣可以讓投資者更好的評估這些金融機構的財務狀況。

## 更多參考
- Bad bank definition 壞帳銀行定義 （页面存档备份，存于）
- 壞帳銀行是好主意？ （页面存档备份，存于）